# Radvanice (Ostrava)
Radvanice (deutsch Radwanitz, polnisch Radwanice) ist ein östlicher Stadtteil von Ostrava in Tschechien, am rechten Ufer der Lučina, nahe der Mündung in die Ostravice gelegen.

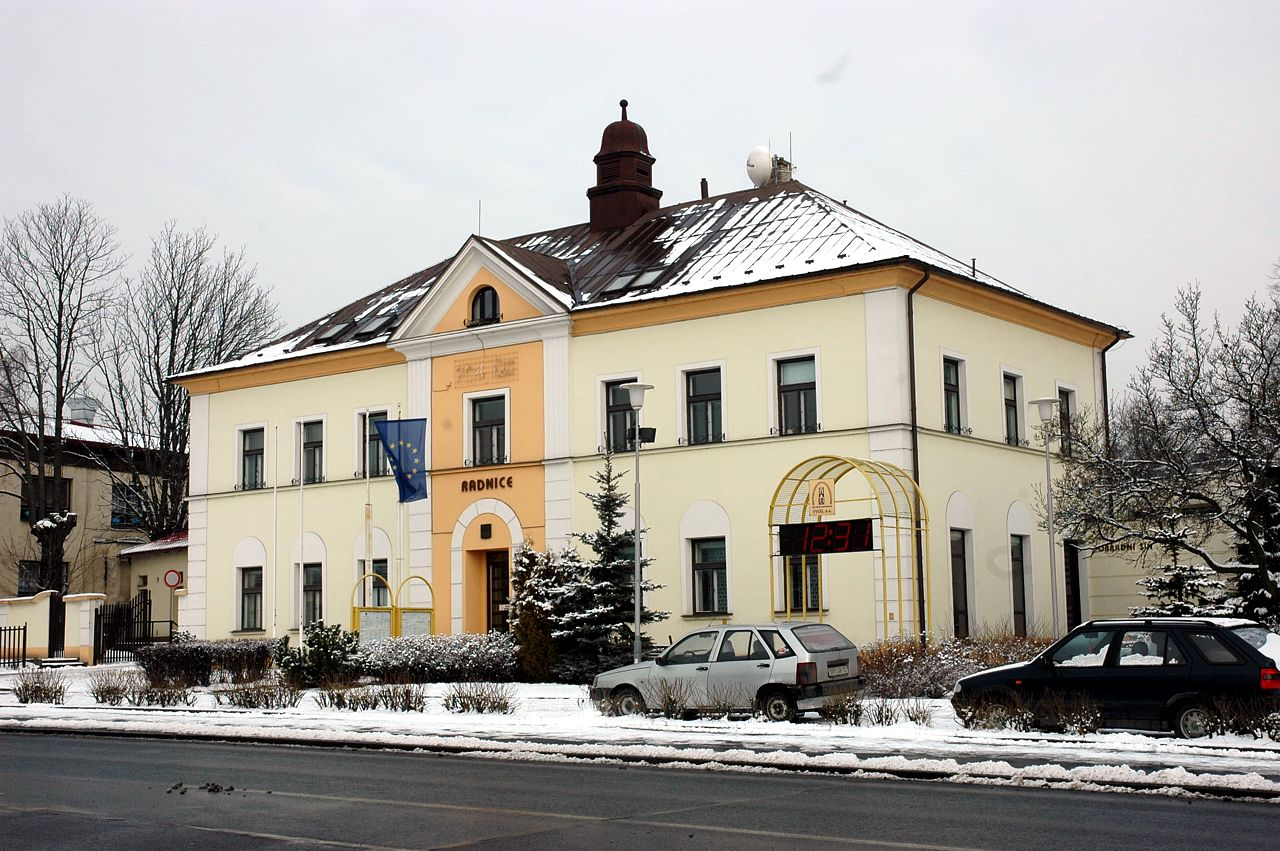
Ehemaliges Rathaus

## Geschichte
Der Ort im 1290 gegründeten Herzogtum Teschen wurde circa 1305 im Liber fundationis episcopatus Vratislaviensis (Zehntregister des Bistums Breslau) unter ungefähr 70 neuen Dörfern als „Item in Radwanowitz“ erstmals urkundlich erwähnt. Die Zahl der Hufe war noch nicht im Zehntregister präzisiert. Der patronymische Name ist vom Personennamen Radwan (≤ Radowan ≤ Radoslaw, Radomił und dergleichen) mit dem typischen westslawischen Suffix -(ov)ice abgeleitet.
Bis zur Mitte des 17. Jahrhunderts gehörte Radwanicze zur Herrschaft von Polnisch Ostrau, dann bis 1738 gehörte ein Teil des Dorfs (1710 wurde Radwanicze zunächst mit dem Zusatz dolni - Nieder erwähnt) mit Bartovice zu den Sedlnitzky von Choltitz, später fiel es an die Familie Skrbenští z Hříště, die Besitzer von Šenov, in deren Besitz bis 1848 blieb. Die Skrbenští gründeten die Siedlung Lipina und zeitweise gliederten sie die Güter von Bartovice und Radvanice aus Schönhof aus, um später Radvanice und Lipina mit Gross Kunzendorf zu vereinen.
In der Beschreibung Teschener Schlesiens von Reginald Kneifl im Jahr 1804 war Radwanitz, ein theils zur Herrschaft Pohlnisch-Ostrau, theils zur Herrschaft Groß-Kuntschitz bei Rattimow gehöriges Dorf, im Teschner Kreis, am Wasser Luczina und an der Straße nach Teschen. Der kleinere Teil der Herrschaft Polnisch-Ostrau hatte 67 Einwohner, der größere 157 Bewohner, in beiden waren sie schlesisch-mährischer Mundart und in die Pfarrei in Polnisch-Ostrau eingepfarrt. 1850 wurde es teilweise von Terezia Kneissel an Josef und Karolina Neumann und an den Grafen Wilczek verkauft. Nach der Aufhebung der Patrimonialherrschaften wurde Radwanitz mit den Ortsteilen Podlesí, Lipina und Krivec zu einer Gemeinde in Österreichisch-Schlesien, Bezirk Friedek, dann Teschen, ab 1868 im neu gegründeten Bezirk Freistadt. Zu dieser Zeit folgte die Industrialisierung in der Umgebung, die Familie Neumann gründete 1858 eine Brauerei und 1863 eine Brennerei von Ethanol. 1850–1870 wurde die erste Arbeitersiedlung gebaut, andere folgten in den Jahren 1882–1909, 1900–1910, 1921, 1925. 1896 wurde Steinkohle gefunden, die erste Zeche namens Ludwig wurde 1912 eröffnet. Die Zahl der Einwohner stieg bis 1869 auf 1528, dann bis 1880 auf 1755 (1740 mit Anmeldung) und 1910 auf 7139 (7096). In den 1880er Jahren begann ein großer Zuzug in das Ostrau-Karwiner Kohle- und Industriegebiet, hauptsächlich Billigkräfte aus Galizien. Die Polen nannten den Ort Radwanice, aber auch Radwańce, im Jahr 1880 machten sie 2,2 % (38 Personen) der Ortsbewohner aus, aber ihre Anzahl stieg weiter durch 15,8 % im Jahr 1890 (362) bis 20,6 % (994) in 1900, danach sank auf 17 % (1202) in 1910. Am 1. Januar 1904 wurden im Zusammenhang mit dem damals entflammten nationalen Konflikt zwischen Polen und Tschechen 7 traditionell tschechischsprachige Gemeinden des Gerichtsbezirks Oderberg im Bezirk Freistadt abgetrennt, um den neuen Gerichtsbezirk Polnisch Ostrau im Bezirk Friedek zu schaffen. 1907 wurde eine tschechische Volksschule in Lipina eröffnet. 1904 bis 1907 wurde die gemauerte Marienkirche erbaut, ab 1906 Sitz einer neuen tschechischsprachigen Pfarrei im Dekanat Karwin. Der erste Pfarrer wurde Ferdinand Stibor aus Řepiště. 1910 hatte die Gemeinde eine Fläche von 590 Hektar, 364 Gebäude mit 7139 Einwohnern, davon 7096 mit einer Anmeldung – nur diese wurden nach ihrer Umgangssprache gefragt: 5772 (81,3 %) waren tschechisch-, 1202 (17 %) polnisch- und 116 (1,6 %) deutschsprachig; 6595 (92,4 % der gesamten Dorfbevölkerung) waren Römisch-Katholiken, 388 (5,4 %) Protestanten und 113 (1,6 %) Juden. 1910 wurde auch der erste Verband der [österreichisch] schlesischen Esperantisten in Radwanitz gegründet, der in den 1930er Jahren eine Zeitung veröffentlichte.

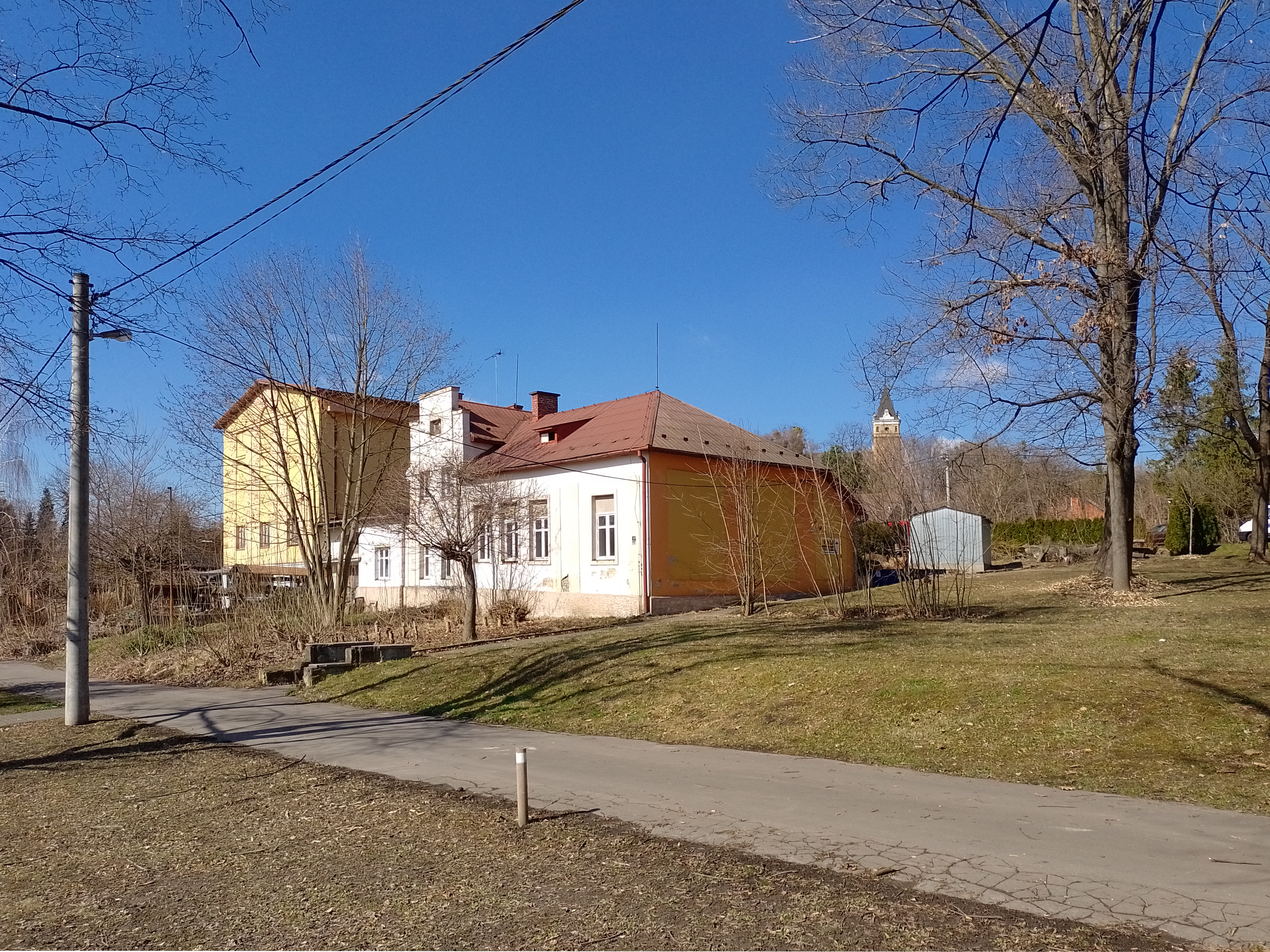
Ehemaliges Gemeinschaftshaus der Spiritisten

Nach dem Ersten Weltkrieg und dem Zusammenbruch der Habsburgermonarchie war das Gebiet Teschener Schlesiens umstritten. Am 5. November 1918 verständigten sich der Polnische Nationalrat des Herzogtums Teschen (Rada Narodowa Kięstwa Cieszyńskiego, RNKC) und das tschechische Gebietskomitee (Zemský národní výbor, ZNV) darauf, dass Heřmanice, wie der ganze Bezirk Friedek an die Tschechoslowakei fallen sollte. Auf der tschechischen Seite, auch hinter der Ostrawitza in Mähren, blieben einige zehntausend Polen, mehrheitlich galizische Einwanderer, davon über 20 % der Bevölkerung des Gerichtsbezirks Polnisch Ostrau. Im Gegensatz zu den altansässigen Wasserpolaken aus dem Gebiet der Teschener Mundarten waren sie zum großen Teil noch analphabetisch und im Vergleich zu den aufgeklärten Polen in der nach dem Polnisch-Tschechoslowakischen Grenzkrieg entstanden Region Olsagebiet tschechisierten sie sich in der Zwischenkriegszeit relativ schnell (in der Volkszählung im Jahr 1921 schon nur 877 oder 1,9 % Angaben polnischer Nationalität im ganzen Gerichtsbezirk). Eine Spur von ihnen sind die zahlreichen Nachnamen in der polnischen Schreibweise.
Am 15. Januar 1920 wurde die erste Pfarrei der ganzen Tschechoslowakei der Tschechoslowakischen Hussitischen Kirche errichtet und ab dem späten 1922 war Radvanice Sitz der Ostrauer Diözese dieser Kirche. Der Leiter der kirchlichen Spaltung war der örtliche Priester Ferdinand Stibor, der früher ein tschechischer Nationalaktivist war und sich nach dem Krieg mit dem katholischen Modernismus verband. Unter Stibor, der als der hussitische Bischof von Ostrau (bis 1956) die Kirche im ganzen Revier leitete, wurde bis 1925 ein separates Bethaus erbaut. Außer den Hussiten entwickelte sich dort auch die Kardec-Bewegung des Spiritismus, mit einer Zeitung (Spiritistická revue ab 1920, ab 1938 Československá revue psychická).
Ab 1939 befand sich der Ort im Protektorat Böhmen und Mähren. Noch im Jahr 1919 wurde die Eingemeindung an Mährisch Ostrau erwogen, um „Groß Ostrau“ zu schaffen, sowie die Eingemeindung von 4 Gemeinden östlich der Ostravice an Schlesisch Ostrau um eine Konkurrenzstadt zu Mährisch Ostrau zu machen, aber es wurde von Muglinau und Radwanitz abgelehnt. Es wurde erst am 1. Juli 1941 während der deutschen Besatzung an Ostrau eingemeindet. Im Jahr 1950 erreichte die Bewohnerzahl 9069, dann sank sie auf 4915 im Jahr 1980.